# 3840 Mimistrobell
3840 Mimistrobell este un asteroid din centura principală, descoperit pe 9 octombrie 1980 de Carolyn Shoemaker.